# Greifenberg (Bajorország)
Greifenberg település Németországban, azon belül Bajorországban. Lakosainak száma 2250 fő (2023. december 31.).

## Népesség
A település népessége az elmúlt években az alábbi módon változott:
| Lakosok száma | 231  | 681  | 765  | 2167 | 2173 | 2170 | 2228 | 2286 | 2221 | 2250 |
|               | 1875 | 1950 | 1975 | 2010 | 2012 | 2013 | 2015 | 2017 | 2021 | 2023 |